# 13-й фронт (Японія)
13-й фро́нт (яп. 【第十三方面軍】) — вище оперативно-стратегічне об'єднання збройних сил Японської імперії, фронт Імперської армії Японії в 1945 році. Формально брав участь у Другій світовій війні (1941–1945) на території Центральної Японії з центром у Наґої, але у боях задіяний не був.

## Дані
- Сформований: 1 лютого 1945 року для захисту Наґої й Центральної Японії.
- Кодова назва: Шю (【秀】, «винятковий»)[1].
- Підпорядкування: 1-а загальна армія.
- Район бойових дій: Східномор'я, Японія.
- Штаб: Наґоя, префектура Айті, Японія.
- Місце останньої дислокації штабу: Наґоя, префектура Айті, Японія[1].
- Припинив існування: 15 серпня 1945 року після капітуляції Японії у Другій світовій війні.

## Бойові дії
- Формально взяв участь у Другій світовій війні (1941–1945), але у боях задіяних не був.
Оборона Центральної Японії з центром у місті Наґоя від потенційного вторгнення США, Великої Британії та їхніх союзників.

## Командування
Командир фронту:
1. генерал-лейтенант Окада Тасуку (1 лютого 1945 — 15 серпня 1945)[2].

Голови штабу фронту:
1. генерал-майор Фуджімура Масудзо (1 лютого 1945 — 5 липня 1945)[2];
2. генерал-майор Шібата Йошідзо (5 липня 1945 — 15 серпня 1945)[2].

Віце-голови штабу фронту: 
1. полковник Хамамото Моріхіко (30 квітня 1945 — 1 червня 1945)[2];
2. генерал-майор Шіґеясу Каменосуке (1 червня 1945 — 15 серпня 1945)[2].

## Склад
- 54-а армія (Японія);
- 73-а дивізія (Японія);
- 153-а дивізія (Японія);
- 229-а дивізія (Японія);
- 2-а протиповітряна дивізія (Японія);
- 8-а самостійна танкова бригада.